# دوروثيه دوبويه
دوروثيه دوبويه (بالفرنسية: Dorothée Dupuis)‏ هي أمينة فنية فرنسية، ولدت في يوليو 1980.